# Jack Smight
Jack Smight, właśc. John Ronald Smight (ur. 9 marca 1925 w Minneapolis, zm. 1 września 2003 w Los Angeles) – amerykański reżyser i producent filmowy. 
Laureat Nagrody Emmy dla najlepszą reżyserię pojedynczego odcinka serialu dramatycznego – pt. „Eddie” (1958) z Mickeyem Rooneyem w półgodzinnym serialu antologicznym stacji NBC Alcoa Theatre. Był nominowany do Nagrody Hugo za najlepszą prezentację dramatyczną mrocznego dramatu fantastycznonaukowego Ilustrowany człowiek (The Illustrated Man, 1969) z udziałem Roda Steigera i Claire Bloom.

## Życiorys
Urodził się w Minneapolis w stanie Minnesota w rodzinie irlandzkich imigrantów katolickich jako syn Beatrice M. Feeney Smight i Harolda Alexandra Smighta. Miał młodsze rodzeństwo, dwóch braci – Jamesa (1931–1981) i Geralda (1936–1970) oraz siostrę Mary Ann Cecilia „Mare” (1935–2005). Uczęszczał do prywatnej szkoły katolickiej Cretin High School w Saint Paul z przyszłym aktorem Peterem Gravesem. Wstąpił do United States Army Air Forces, wykonując misje na Pacyfiku podczas II wojny światowej, zanim uzyskał dyplom na Uniwersytecie Minnesoty. Następnie pracował jako aktor radiowy i wziął udział w przedstawieniu Philipa Yordana Anna Lucasta. W 1960 na Broadwayu był reżyserem przedstawienia 49. Kuzyn. W 1966 reżyserował dramat kryminalny Ruchomy cel (Harper) na motywach powieści Rossa Macdonalda z Paulem Newmanem i Lauren Bacall. 
18 sierpnia 1950 zawarł związek małżeński z Joyce Cunning, z którą miał synów – Tima i Aleca.
Zmarł 1 września 2003 w Los Angeles w Kalifornii na nowotwór złośliwy w wieku 78 lat.

## Filmografia

### Filmy
- 1964: I’d Rather Be Rich
- 1965: Dzień trzeci (The Third Day)
- 1966: Ruchomy cel (Harper)
- 1966: Kalejdoskop (Kaleidoscope)
- 1968: Tajna wojna Harry’ego Frigga (The Secret War of Harry Frigg)
- 1968: Nie traktuje się tak damy (No Way to Treat a Lady)
- 1969: Strategy of Terror
- 1969: Ilustrowany człowiek (The Illustrated Man)
- 1970: Uciekaj, króliku (Rabbit, Run)
- 1970: The Traveling Executioner
- 1974: Port lotniczy 1975 (Airport 1975)
- 1976: Bitwa o Midway (Midway)
- 1977: Aleja potępionych (Damnation Alley)
- 1979: Szybka przerwa (Fast Break)
- 1980: Nieoczekiwany romans (Loving Couples)
- 1987: Numer jeden z kulą (Number One with a Bullet)
- 1989: Faworyta (The Favorite)

### Seriale
- 1959–1961: Strefa mroku (The Twilight Zone)
- 1963: Alfred Hitchcock przedstawia (The Alfred Hitchcock Hour)
- 1963–1964: Doktor Kildare (Dr. Kildare)
- 1971: Columbo – odc. „Ciężar dumy” („Dead Weight”)
- 1972: Banaczek (Banacek)